# 内蒙古财经大学
内蒙古财经大学，原名内蒙古财经学院，是位于内蒙古自治区呼和浩特市的一所财经类普通高等院校。

## 建校历史
始建于1960年，名称为内蒙古财经学院；1962年改建为内蒙古财贸干部进修学院，1965年改为内蒙古财贸学校；1979年恢复本科招生，1980年经国务院批准复建内蒙古财经学院；2000年学院与内蒙古经济管理干部学院合并成立新的内蒙古财经学院；2005年取得硕士学位授予权；2006年内蒙古财税职业学院、内蒙古工商行政管理学校并入学院；2012年经教育部批准，学校更名为内蒙古财经大学。

## 教学机构
- 经济学院
- 金融学院
- 资源与环境经济学院
- 财政税务学院
- 商务学院
- 工商管理学院
- 会计学院
- 旅游学院
- 公共管理学院
- 计算机信息管理学院
- 统计与数学学院
- 法学院
- 人文学院
- 外国语学院
- MBA教育学院
- 马克思主义学院
- 国际教育学院
- 职业学院
- 继续教育学院
- 体育教学部

### 辅助教学
- 图书馆
- 学报编辑部
- 网络信息中心
- 经济管理实验实训中心
- 高教研究所
- 经济与资源开发研究所

## 行政机构
党政办公室、纪委（监察审计处）、党委组织部、党委宣传部、教学评估中心、科研处、教务处、研究生教育与学科规划建设处、学生工作处、招生就业指导处、财务处、人事处、国有资产管理处团委（共青团内蒙古财经大学委员会）、基建规划处、工会、保卫处、离退休人员工作处、后勤处、校友工作处